# 294 г. пр.н.е.
294 (двеста деветдесет и четвърта) година преди новата ера (пр.н.е.) е година от доюлианския (Помпилийски) римски календар.

## Събития

### В Гърция
- Цар Пир получава Амбракия, Акарнания и Амфилохия от Александър V Македонски като цена за помощта му.[1]
- Деметрий I Полиоркет възстановява македонския контрол над Атина след продължителна обсада.[2]
- Деметрий оставя Южна Гърция на грижите на сина си Антигон и отива в Македония, където убива Александър V и принуждава Антипатър I да бяга и търси убежище в двора на цар Лизимах. Деметрий е обявен от армията си за цар на Македония[2]

### В империята на Селевкидите
- Цар Селевк прави сина си Антиох съвладетел и го изпраща да управлява Иран.[3]

### В Римската република
- Консули са Луций Постумий Мегел (за II път)] и Марк Атилий Регул.
- Третата самнитска война:
  - Римляните превземат Роселе и имат успехи в Самниум, но с тежки загуби.[1][4]
  - Сключен е четиридесетгодишен мир с Арециум, Кортона и Перузия.[1]

## Починали
- Александър V Македонски, македонски цар
- Лахар, атински политик, тиран и военачалник